# Formica frontalis
Formica frontalis é uma espécie de formiga do gênero Formica, pertencente à subfamília Formicinae.